# Red Sparrow
Red Sparrow är en amerikansk spionthrillerfilm från 2018 regisserad av Francis Lawrence och skriven av Justin Haythe, baserat på romanen från 2013 med samma namn av Jason Matthews. Filmens stjärnor består av Jennifer Lawrence, Joel Edgerton, Matthias Schoenaerts, Charlotte Rampling, Mary-Louise Parker och Jeremy Irons. Den berättar historien om en rysk spion som skickas för att få kontakt med en CIA-agent i hopp om att upptäcka en mullvads identitet.
Red Sparrow hade premiär på Newseum i Washington, D.C. den 15 februari 2018 och släpptes i USA den 2 mars 2018. Filmen har genererat $151 miljoner världen över och fått blandade recensioner från kritiker, som kallade filmen "mer stil än substans", kritiserade filmens längd och en handling där tittarens uppmärksamhet fångas med ett övermått av våld, tortyr och sex, men lovordade Jennifer Lawrence insats.